# Gravitační kontrakce
Gravitační kontrakce je proces, při kterém působením vlastní gravitace mezi částicemi vesmírného tělesa dochází k jeho smršťování, přičemž se těleso zahřívá a obyčejně se zrychluje jeho rotace. Velmi silná kontrakce se nazývá gravitační kolaps.
Gravitační kontrakce probíhá například při vzniku hvězd z chladných mračen mezihvězdného plynu a prachu, když se mračno smršťuje a zahřívá, přičemž začíná emitovat záření.
Přestože se protohvězda dokáže ubránit gravitačnímu kolapsu tepelnou rovnováhou, zůstává i nadále závislá na gravitaci. Teplota plynu v centrálních částech protohvězdy po zastavení gravitačního kolapsu je ještě příliš nízká na syntézu jader atomů plynu, nepřevyšuje 150 000 °C. Nová hvězda si musí i nadále doplňovat vyzařovanou energii tepelnou energií, kterou získává gravitačním smršťováním se, kontrakcí. Hvězda při gravitační kontrakcí pouze nepatrně zmenšuje svůj objem, teplota a tlak ve hvězdě naopak narůstá.